# Aislingen
Aislingen – gmina targowa w Niemczech, w kraju związkowym Bawaria, w rejencji Szwabia, w regionie Augsburg, w powiecie Dillingen an der Donau, wchodzi w skład wspólnoty administracyjnej Holzheim. Leży na obrzeżach Jury Szwabskiej, około 10 km na południowy zachód od Dillingen an der Donau.

## Dzielnice
W skład gminy wchodzą następujące dzielnice:
Aislingen, Baumgarten, Rieder, Windhausen.

## Demografia
| Rok  | Liczba mieszk. |
| ---- | -------------- |
| 1970 | 1 323          |
| 1987 | 1 395          |
| 2000 | 1 374          |

## Polityka
Wójtem gminy jest Jürgen Kopriva, poprzednio urząd ten obejmował Andreas Gerstmeier, rada gminy składa się z 12 osób.
|      | CSU | UWG | FWV Baumgarten | Razem |
| 2008 | 3   | 7   | 2              | 12    |
| 2002 | 4   | 6   | 2              | 12    |